# Americhernes paluma
Americhernes paluma är en spindeldjursart som beskrevs av Harvey 1990. Americhernes paluma ingår i släktet Americhernes och familjen blindklokrypare. Inga underarter finns listade i Catalogue of Life.